# Oblast de Ivano-Frankivsk
Ivano-Frankivsk ou Ivano-Frankivs'k (ucraniano: Івано-Франківськ) antes denominado Oblast de Stanyslaviv,  Stanislavshchyna ou Stanyslavivshchyna  (em ucraniano, Станіславщина, Станиславівщина) também conhecido como Ivano-Frankivshchyna (ucraniano: Іва́но-Франкі́вщина), é um oblast (região) no oeste da Ucrânia. Seu centro administrativo é a cidade de Ivano-Frankivsk. Tem uma população de 1 351 822 (estimativa de 2022).
A área, também conhecida como Prykarpattia, fazia parte da região histórica da Galiza, onde floresceu o Reino da Galiza-Volínia. Após a Primeira Guerra Mundial, a área tornou-se parte da Segunda República Polonesa e foi administrada como parte da voivodia de Stanisławów até a invasão da Polônia. A área foi anexada pela União Soviética e era conhecida como Oblast de Stanislav até 1962, quando seu centro administrativo foi renomeado em homenagem ao escritor ucraniano Ivan Franko. Kolomyia foi um centro histórico do oblast e continua sendo um importante centro cultural de Pokuttia, o nome tradicional para a parte sul do oblast.